# Star Wars: Tales of the Empire
Star Wars: Tales of the Empire är en amerikansk animerad TV-serie som hade premiär på Disney+ den 4 maj 2024. Seriens första säsong består av sex avsnitt. Serien utspelar sig i Star Wars-universumet och är en uppföljare till Tales of the Jedi från 2022.

## Handling
Serien kretsar kring de två krigarna nattsyster Morgan Elsbeth och den före detta Jedin Barriss Offee i deras kamp mot det onda Imperiet.

## Rollista (i urval)
- Jason Isaacs
- Meredith Salenger
- Lars Mikkelsen
- Rya Kihlstedt
- Diana Lee Inosanto
- Matthew Wood
- Wing T. Chao